# Джалаер, Парвиз
Парвиз Джалаер (перс. پرویز جلاير‎, 6 октября 1939 — 6 июля 2019) — иранский тяжелоатлет, призёр чемпионатов мира и Олимпийских игр, чемпион Азиатских игр.
Родился в 1945 году в Тегеране. В 1964 году принял участие в Олимпийских играх в Токио, но неудачно. В 1966 году стал чемпионом Азиатских игр и бронзовым призёром чемпионата мира. В 1967 году стал серебряным призёром чемпионата мира. В 1968 году завоевал серебряную медаль на Олимпийских играх в Мехико.